# Meng Guanliang
Meng Guanliang (chiń. upr. 孟关良; chiń. trad. 孟關良; pinyin Mèng Guānliáng; ur. 24 stycznia 1977 w Shaoxing) – chiński kajakarz, dwukrotny mistrz olimpijski.
Zdobywca dwóch złotych medali w igrzyskach olimpijskich. W Pekinie w 2008 roku i cztery lata wcześniej w Atenach w kanadyjkach dwójkach zwyciężył (z Yang Wenjun) na dystansie 500 m.